# Johann Schneider
Johann Schneider (Lauter, 16 de juliol de 1702 - Leipzig, 6 de desembre de 1788) fou un organista i compositor, deixeble de Bach, que exercí els càrrecs d'organista de la cort de Saalfeld, músic de Weimar i organista de Sant Tomàs de Leipzig. Tingué gran fama com a improvisador.